# Милена Миладиновић
Милена Миладиновић (Јихлава, 17. јун 1868 — Рума, 2. децембар 1928) била је српска књижевница и преводилац.

## Биографија
Милена Миладиновић се до удаје звала Лаура Гизл (Giesl), из бечке породице Гизл. Студирала је филозофију, али није дипломирала. Удала се за Жарка Миладиновића, који је у Бечу студирао право, каснијег адвоката у Руми и председника Радикалне странке у Војводини. Удајом је прешла на православље и променила име у Милена. Преводила је српске народне песме и дела српских писаца на немачки језик, а и успешно се окушала у књижевности на српском језику.
По стилу може се сврстати међу другу генерацију српских романтичара попут Ђуре Јакшића, Лазе Костића, Јована Јовановића Змаја са којим је пријатељевала и др.

## Монографије
- Божићне приче (1902)
- Мученици (1907)
- Војвода Петко (1909)

## Чланци и други саставни делови
- Мементо (1905)
- На гробу Змај-Јовином (1906)
- Пролазна срећа (1907)
- Толстој и Чика Змај-Јова (1910)

## Преводи
- Примјери чојства и јунаштва
- Писма о Црногорцима (1901)
- Пољско цвеће (1901)
- Видосава Бранковић (1901)
- На прелому (1906)
- Кнез Иво од Семберије (1907)